# Villedieu (Vaucluse)
Villedieu település Franciaországban, Vaucluse megyében. Lakosainak száma 480 fő (2022. január 1.). Villedieu Mirabel-aux-Baronnies, Saint-Maurice-sur-Eygues, Vinsobres, Buisson, Puyméras, Saint-Romain-en-Viennois és Vaison-la-Romaine községekkel határos.

## Népesség
A település népessége az elmúlt években az alábbi módon változott:
| Lakosok száma | 516  | 521  | 534  | 504  | 491  | 489  | 483  | 461  | 480  |
|               | 2013 | 2015 | 2016 | 2017 | 2018 | 2019 | 2020 | 2021 | 2022 |